# 天主教莫羅戈羅教區
天主教莫羅戈羅教區 （拉丁語：Dioecesis Morogoroensis）是坦桑尼亞一個羅馬天主教教區，屬達累斯薩拉姆總教區。
1906年5月11日設宗座代牧區，1953年3月25日升為教區。
教區位於莫羅戈羅區北部和濱海區北部。2004年有教友534,443人（佔轄區總人口40.7%）、五十三個堂區、106名司鐸。現任教區主教為泰萊斯福爾·姆庫貝。